# Демократический союз «Во имя Литвы»
«Демократический союз «Во имя Литвы» (лит. Demokratų sąjunga „Vardan Lietuvos“, DSVL) — литовская парламентская политическая партия, основанная бывшим премьер-министром Литвы (2016—2020) Саулюсом Сквернялисом. Партия характеризует себя как левоцентристская в экономических вопросах и правоцентристская в социально-культурных, а в 2023 году решила вступить в Европейскую партию зелёных.
По результатам парламентских выборов 2020 года партия «Союз крестьян и зелёных Литвы» перешла в оппозицию. В сентябре 2021 года Сквернялис и его единомышленники вышли из фракции «Союз крестьян и зелёных Литвы» и учредили фракцию «Во имя Литвы». Учредительный съезд новой партии состоялся 29 января 2022 года. Председателем партии был избран Саулюс Сквернялис, который получил 622 голоса из 742 возможных. Заместителями председателя избраны Витаутас Бакас, Рима Башкене, Домас Гришкявичюс, мэр Неринги Дарюс Ясайтис, Линас Кукурайтис, мэр Лаздийского района Аусма Мишкинене, Лукас Савицкас, Томас Томилинас.
В парламентскую фракцию входят 16 депутатов.
На муниципальных выборах 5 марта 2023 года партия получила 5 постов мэров и 124 мандата в советах самоуправлений.